# Max Mathiasin
Max Mathiasin (nascido em 24 de fevereiro de 1956) é um político francês que é membro da Assembleia Nacional desde 2017, representando o terceiro círculo eleitoral de Guadalupe.